# Iseropus serranoi
Iseropus serranoi är en stekelart som beskrevs av Gauld, Ugalde och Paul E. Hanson 1998. Iseropus serranoi ingår i släktet Iseropus och familjen brokparasitsteklar. Inga underarter finns listade i Catalogue of Life.